# Libythea orientalis
Libythea orientalis är en fjärilsart som beskrevs av Frederick DuCane Godman och Osbert Salvin 1888. Libythea orientalis ingår i släktet Libythea och familjen praktfjärilar. Inga underarter finns listade i Catalogue of Life.